# Fernando Portugal
Fernando Henrique Jungers Portugal (São José dos Campos, 4 de julho de 1981), é um dos jogadores brasileiros de rugby mais conhecidos e bem sucedidos nesse esporte.

## Carreira
Revelado pelo São José Rugby aos 15 anos de idade, onde cresceu como jogador, conquistou títulos, até chegar à Seleção Brasileira de Rugby Junior, em 1999, quando foi convocado para a disputa do Campeonato Mundial Junior daquele ano, tendo ainda atuado na equipe adulta de sevens na Série Mundial, nas etapas de Mar del Plata e Punta del Este.

### Segni (Itália)
Como o esporte tem status de amador no Brasil, não oferencendo muitas possibilidade para jogadores de alto nível, em 2005, Fernando vai para a Itália, em busca de uma oportunidade no rugby profissional da Europa, onde consegue uma vaga na equipe de Segni, que disputava na época a Série A italiana (a segunda divisão do campeonato nacional), onde jogou por dois anos, chamando atenção até da imprensa do país.

## Seleção Brasileira
Em 2011, com a introdução do rugby sevens nos Jogos Pan-Americanos, em Guadalajara, Fernando é capitão da equipe que disputa pela primeira vez a competição, terminando na sétima colocação, após resultados importantes, como uma vitória sobre o Chile e o empate com os Estados Unidos na primeira fase.
Na temporada de 2014/15 do Circuito Mundial de Sevens HSBC (World Sevens Series), Fernando Portugal foi o capitão da seleção brasileiras nas etapas de Dubai, Las Vegas, Hong Kong e Londres.
Em 2015, Fernando comandou pela segunda vez a seleção nacional em Jogos Pan-Americanos de 2015, em Toronto, onde o Brasil terminou sua participação na sexta colocação.

## Títulos
- Campeonato Brasileiro - 5 vezes
- Campeonato Sul-Americano CONSUR B - 4 vezes